# Royaume du Hedmark
Une proposition de fusion est en cours entre Liste des royaumes de Norvège, Royaume d'Agder, Royaume de Grenland, Royaume de Gudbrandsdal, Royaume du Hadeland et Royaume du Hålogaland.

Le royaume de Hedmark (en vieux norrois : Heinafylki) était l'un des petits royaumes norvégiens du Moyen Âge. Le Hedmark constitue aujourd'hui un fylke de la Norvège.

## Personnalités liés au royaume
On peut citer plusieurs rois connus du Hedmark :
- Halfdan Hvitbeinn ;
- Sigtryg Eysteinsson ;
- Eystein Eysteinsson, frère de Sigtryg ;
- Halfdan le noir, père du roi Harald, a été roi du Hedmark après avoir vaincu les rois Sigtryg et Eystein.